# Asturija
Asturija {špansko Asturias, astursko Asturies), uradno Kneževina Asturija, je avtonomna skupnost z 10.600 km2 in s približno milijonom prebivalcev na severozahodu Španije.
Ozemeljsko se prekriva s provinco Asturijo in obsega le del ozemlja, ki ga je v srednjem veku zavzemalo večjo Astursko kraljestvo. Avtonomna skupnost, razdeljena na osem comarcas (okrožij), na vzhodu meji s Kantabrijo, na jugu z Leónom (Kastilija in Leon), na zahodu z Lugom (Galicija) in na severu s Biskajskim zalivom.
Asturija leži v gorskem okolju z veliko zelenja in bujno vegetacijo, zaradi česar je del zelene Španije. Regija ima morsko podnebje. Dobi veliko letnih padavin in malo sonca po španskih standardih ter ima zelo zmerne letne čase. Vročinski valovi so redki zaradi gora, ki blokirajo južne vetrove. Zime so za zemljepisno širino zelo blage, zlasti v bližini morske gladine.
Najpomembnejša mesta so glavno mesto skupnosti, Oviedo, pristanišče in največje mesto Gijón ter industrijsko mesto Avilés.
V Asturiji podeljujejo nagrado Princesa de Asturias za znanstveno, tehnično, kulturno in socialno delo posameznikov, skupin ali institucij v mednarodnem okolju, s poudarkom na hispanoameriškem področju.

## Zgodovina
Asturijo so naselili najprej pripadniki vrste homo erectus, nato neandertalci. Od obdobja spodnjega paleolitika in v času zgornjega paleolitika so za Asturijo značilne jamske poslikave na vzhodnem delu območja. V obdobju mezolitika se je razvila domača kultura, kultura Asturiense, kasneje pa so z uvedbo bronaste dobe nastali megaliti in tumuli. V železni dobi je ozemlje prišlo pod kulturni vpliv Keltov; lokalna keltska ljudstva, znana kot Asturi, so bila sestavljena iz plemen, kot so Luggones, Pesicos in drugi, ki so celotno območje naselili s castros (utrjena hribovska naselja). Danes asturski keltski vplivi ostajajo v krajevnih imenih, kot so reke in gore.
Z osvajanjem Asturije s strani Rimljanov pod Avgustom (29–19 pr. n. št.) je regija vstopila v zapisano zgodovino. Asture so pokorili Rimljani, vendar jih niso nikoli popolnoma osvojili. Po nekaj stoletjih brez tuje prisotnosti so med germanskimi vpadi v poznem 4. stoletju našega štetja uživali kratko oživitev, ko so se v 5. stoletju našega štetja upirali napadom Svebov in Vizigotov, kar se je končalo z mavrsko invazijo na Španijo. Tako kot velja za Rimljane in Vizigote, tudi Mavrom ni bilo težko osvojiti gorskega ozemlja in dežele ob španski severni obali so za kratek čas postale del islamske Španije. Z začetkom mavrskega osvajanja v 8. stoletju je ta regija postala zatočišče krščanskih plemičev, leta 722 pa je bilo dejansko ustanovljeno neodvisna kraljevina Regnum Asturorum, ki naj bi postalo zibelka začetka Rekonkviste (ponovna osvojitev).
V 10. stoletju je Astursko kraljestvo odstopilo pot kraljestvu León, v srednjem veku pa je geografska izoliranost ozemlja omejila zgodovinske reference. Z uporom princa Henrika (kasnejšega Henrika II. Kastiljskega) v 14. stoletju je bila ustanovljena Asturijska kneževina. Najbolj znana zagovornika neodvisnosti sta bila Gonzalo Peláez in kraljica Urraca, ki so ju, čeprav sta dosegla pomembne zmage, na koncu porazile kastiljske čete. Po vključitvi v Kraljevino Španijo je Asturija španskemu dvoru zagotovila visoke aristokrate in igrala pomembno vlogo pri kolonizaciji Amerike. Od leta 1388 je bil dedič kastilijskega (kasneje španskega) prestola imenovan za princa Asturije. V 16. stoletju je število prebivalcev prvič doseglo 100.000, v naslednjem stoletju pa se je to število zaradi prihoda ameriške koruze podvojilo.
V 18. stoletju je bila Asturija eno od središč španskega razsvetljenstva. Priznani galicijski mislec Benito de Feijóo se je naselil v benediktinskem samostanu San Vicente de Oviedo. Gaspar Melchor de Jovellanos, polihistor in ugledni reformator in politik poznega 18. stoletja, se je rodil v obmorskem mestu Gijón.
Med napoleonskimi vojnami je bila Asturija prva španska provinca, ki se je umaknila Francozom 10. maja 1808 po abdikaciji kralja Ferdinanda VII.. V Oviedu so se začeli nemiri, 25. maja pa je lokalna vlada uradno napovedala vojno Napoleonu z 18.000 možmi, in se uprla invaziji.
Industrijska revolucija je v Asturijo prišla po letu 1830 z odkritjem in sistematičnim izkoriščanjem premogovnikov in tovarn železa v rudniških bazenih Nalón in Caudal. Hkrati je prišlo do znatnega preseljevanja v Ameriko (zlasti v Argentino, Urugvaj, Portoriko, Kubo in Mehiko); tisti, ki so uspeli v tujini, so se v domovino pogosto vračali precej bogatejši. Ti podjetniki so bili skupaj znani kot Indianos, saj so obiskali in bogateli v Zahodni Indiji in širše. Dediščino teh bogatih družin je še danes mogoče videti v Asturiji: številne velike 'modernistične' vile so posejane po vsej regiji, pa tudi kulturne ustanove, kot so brezplačne šole in javne knjižnice.
Asturija je igrala pomembno vlogo v dogodkih, ki so privedli do španske državljanske vojne. Oktobra 1934 so asturski rudarji in drugi delavci uprizorili oboroženo vstajo, da bi nasprotovali prihodu na oblast desne stranke CEDA, ki je v centralistični vladi Druge španske republike dobila tri ministrska mesta. Mesec dni je odbor Ljudske fronte imel nadzor v južni Asturiji, lokalni odbori delavcev pa so se pojavili drugje v regiji. Vojni odbor, v katerem so prevladovali podporniki anarho-sindikalistov, je prevzel oblast v Oviedu. Čete pod poveljstvom takrat neznanega generala po imenu Francisco Franco Bahamonde so bile pripeljane iz španskega Maroka, da bi zatrele upor. Franco je uporabil taktiko, običajno rezervirano za čezmorske kolonije, pri čemer je uporabil čete španske legije in maroške čete: sledilo je hudo zatiranje.
Posledično je Asturija med špansko državljansko vojno ostala zvesta republikanski vladi in je bila prizorišče izjemne obrambe na ekstremnem terenu, bitke pri El Mazucu. S tem, ko je Franco sčasoma prevzel nadzor nad vso Španijo, je bila Asturija, ki je bila tradicionalno povezana s špansko krono, od leta 1939 do Frankove smrti leta 1975 znana le kot provinca Oviedo, leta 1977. V 1950-ih in 1960-ih se je industrijski napredek Asturije nadaljeval z ustanovitvijo nacionalnih podjetij, kot sta Ensidesa in Hunosa, vendar so bila 1980-ta leta desetletje dramatičnega prestrukturiranja industrije.
30. decembra 1981 je  Asturija postala avtonomna skupnost v okviru decentralizirane teritorialne strukture, določene z ustavo iz leta 1978. Rafael Luis Fernández Álvarez, ki je pred tem opravljal funkcijo predsednika regionalnega sveta, je postal prvi predsednik Kneževine Asturije po sprejetju avtonomije. Asturska regionalna vlada ima obsežne pristojnosti na pomembnih področjih, kot so zdravje, izobraževanje in varstvo okolja. Sedanji predsednik, izvoljen leta 2019, je Adrián Barbón (PSOE).
- Santa María del Naranco, starodavna palača asturskih kraljev, 842 n. št. Številne cerkve Asturije so med najstarejšimi cerkvami v Evropi od zgodnjega srednjega veka.
- Rimske terme v Gijónu
- Gaspar Melchor de Jovellanos, državnik, avtor, filozof in pomembna osebnost dobe razsvetljenstva v Španiji
- Lokacija Asturije in njenih sosedov leta 800 n. št.

## Administrativne in druge enote
Asturija je teritorialno organizirana v 78 občinah, nadalje razdeljena na župnije.
Župnija je pododdelek asturske občine. Trenutno obstaja 857 župnij, ki se združujejo v 78 občin v regiji in običajno sovpadajo s cerkvenimi delitvami.
Asturija je prav tako razdeljena na osem comarcas, ki niso upravne enote. Uporabljajo se le kot sistem za homogenizacijo statističnih podatkov Kneževine.

## Geografija
Kantabrijsko gorovje (Cordillera Cantábrica) tvorijo naravno mejo Asturije s provinco León na jugu. Na vzhodnem območju narodni park Picos de Europa vsebuje najvišje in verjetno najbolj spektakularne gore, ki se na vrhu Torrecerredo dvignejo na 2648 metrov. Druge pomembne značilnosti tega pretežno apnenčastega območja so naravni park Redes (Parque Natural de Redes) na osrednjem vzhodu, osrednji Ubiñas južno od Ovieda in naravni park Somiedo (Parque Natural de Somiedo) na zahodu. Kantabrijsko gorovje ponujajo možnosti za dejavnosti, kot so plezanje, hoja, smučanje in jamarstvo, skupaj pa se raztezajo približno 200 kilometrov, vse do Galicija zahodno od Asturije in Kantabrije na vzhodu. Podobne možnosti so na voljo popotnikom Asturije, ki jih zanima vrh Caldoveiro.
Asturska obala je obsežna s stotinami plaž, zalivov in naravnih morskih jam. Pomembni primeri so Playa del Silencio (Plaža tišine) v bližini ribiške vasice Cudillero (zahodno od Gijona), pa tudi številne plaže, ki obkrožajo poletno letovišče Llanes, kot so Barro, Ballota in Torimbia (slednja pretežno nudistična plaža). Večina asturskih plaž je peščenih, čistih in obrobljenih s strmimi pečinami, na vrhu katerih ni nič nenavadnega videti kako se pase živina.
Ključne značilnosti asturske geografije so njene robustne obalne pečine in gorska notranjost. Podnebje močno zaznamuje Zalivski tok. Ker spada v Kantabrijski pas, znan kot Zelena Španija, ima vse leto veliko padavin. Poletja so blaga, na obali imajo zime tudi relativno ugodne temperature, redko tudi zmrzal. Mraz je še posebej občutljiv v gorah, kjer je sneg od oktobra do maja. Tako dež kot sneg sta redni vremenski značilnosti asturskih zim. V obalnih ali blizu obalnih območjih so dnevne temperature običajno povprečno okoli 12 ° C - 13 ° C pozimi in 22 ° C - 23 ° C poleti.

## Onesnaženje
Ta del Španije je eden najbolj ohranjenih v celotni državi in poln vegetacije in divjih prostorov. Ima dva najpomembnejša naravna parka v Španiji in je zelo znan po območjih Picos de Europa in Somiedo.
Območje Gijón je bilo v poročilu Mednarodnega inštituta za uporabne sisteme znanosti, kjer so bile predvidene razmere za leto 2030, označeno in izpostavljeno kot eno od žarišč onesnaženja v zahodni Evropi iz leta 2015. Gijón je bil kljub precej večjemu številu prebivalcev v mestih, kot sta Madrid in Barcelona, precej višji od katerega koli drugega španskega metro območja. To so pripisali težkim industrijskim dejavnostim. Ker je onesnaževanje zunanjega zraka glavni vzrok prezgodnje smrti v Evropi , je prekomerno onesnaževanje velika skrb za Asturijo. Večina prebivalstva Asturije živi na razdalji 25 kilometrov od pristanišča Gijón, zato bi onesnaženje verjetno močno vplivalo na prebivalstvo.
Študija španske vlade, ki je bila opravljena leta 2010 v zvezi s pričakovano življenjsko dobo v relativnih skupnostih, je bila v Asturiji najnižja (povezana z Andaluzijo) glede pričakovane življenjske dobe moških s 76,7 let od odčitkov iz leta 2007. Vendar je bila pričakovana življenjska doba žensk 84 let normalna med avtonomnimi skupnostmi. Vendar je celo pričakovana življenjska doba moških le malo pod zahodnoevropskimi standardi in pretirana zaradi visoke pričakovane življenjske dobe Španije. Glede na to, da mnogi Asturijci živijo v sorazmerni bližini močno industrijskih območij Gijóna, te številke (zlasti glede relativnega zdravja žensk) še vedno prispevajo k stališču, da je Gijón varno mesto za življenje. Glede na poročilo se je pričakovana življenjska doba "brez invalidnosti" znatno povečala tako za moške kot za ženske na tem območju od leta 1986.
Posodobitev: elektrarna na premog Aboño je izpolnila zahtevo španske vlade/EU po namestitvi opreme za drastično zmanjšanje emisij. Tudi druga dva velika onesnaževalca - Arcelor Gijón in Arcelor Avilés - sta za isto najavila naložbo v višini 100 milijonov evrov. Te tovarne so bile glavni vzrok za visoko onesnaženje območja v zraku.

## Demografija
Po popisu leta 2020 ima regija 1.018.784 prebivalcev, kar predstavlja 2,1 % prebivalstva Španije, gostota prebivalstva pa 96 ljudi na kvadratni kilometer.
Astursko prebivalstvo ima najvišjo stopnjo umrljivosti v Španiji in najnižjo stopnjo skupne rodnosti (1,03), najnižjo v Evropski uniji.
Priseljenci niso tako visoki kot v drugih španskih regijah, saj po popisu leta 2017 priseljenci predstavljajo le 3,65 % prebivalstva.

### Jeziki
Edini uradni jezik v Asturiji je španščina. Govori se tudi asturski jezik, znan tudi kot Bable, ki je zaščiten z zakonom (Ley 1/1998, de 23 de marzo, de uso y promoción del bable/asturiano - Zakon 1/1998, z dne 23. marca, uporabe in promocija Bable/Asturijca). Redno ga uporablja asturska državna služba. Asturska jezikovna akademija (Academia de la Llingua Asturiana), ki je bila ustanovljena 1980, se ukvarja z normiranjem asturščine. V zahodnem delu Asturije se govori tudi eonavščina, za njegovo promocijo pa velja tudi zakon 1/1998. Ali je eonavščina narečni kontinuum ali raznolikost galicijskega jezika, je predmet razprav, njegova uporaba v asturski upravi pa je v primerjavi z rabo asturskega jezika majhna. Znotraj Asturije je v teku postopek vzpostavljanja krajevnih imen v asturskem jeziku in eonavskem narečju.

### Religija
Leta 2019 je Center za sociološke raziskave izvedel študijo, ki je pokazala, da je bilo med prebivalci Asturije 65,2 % katoličanov (25,1% rednih obiskovalcev obredov), 13,5 % agnostikov in 12,8 % ateistov.

## Gospodarstvo
Stoletja sta bila hrbtenica asturskega gospodarstva kmetijstvo in ribištvo. Tradicionalna je bila tudi proizvodnja mleka in mlečnih izdelkov, vendar je bil njegov velik razvoj stranski produkt gospodarske ekspanzije v poznih 1960-ih. Danes se izdelki iz mlekarske zadruge Central Lechera Asturiana komercializirajo po vsej Španiji.
Glavna regionalna industrija v sodobnem času pa je bila premogovništvo in proizvodnja jekla: v času diktature Francisca Franca je bila središče španske jeklarske industrije. Takratna jeklarska družba ENSIDESA v državni lasti je zdaj del privatizirane Aceralia, ki je zdaj del skupine ArcelorMittal. Industrija je ustvarila veliko delovnih mest, kar je povzročilo precejšnje preseljevanje iz drugih regij v Španiji, predvsem iz Extremadure, Andaluzije ter Kastilije in Leona.
Jeklarska industrija je zdaj v upadu, merjeno s številom zagotovljenih delovnih mest, prav tako rudarstvo. Razlogi za slednje so predvsem visoki proizvodni stroški za pridobivanje premoga v primerjavi z drugimi regijami. Regionalna gospodarska rast je pod širšo špansko stopnjo, čeprav je v zadnjih letih rast storitvenih dejavnosti pripomogla k zmanjšanju visoke stopnje brezposelnosti v Asturiji. V bližini največjih mest v regiji (Gijón in Oviedo) so se odprli veliki maloprodajni parki zunaj mesta, medtem ko se zdi, da bo vedno prisotna španska gradbena industrija še naprej uspevala.
Asturija ima od leta 1986 veliko koristi od naložb Evropske unije v ceste in drugo bistveno infrastrukturo, čeprav je bilo tudi nekaj polemik glede tega, kako se ta sredstva porabijo na primer za pokojnine rudarjev.
Bruto domači proizvod (BDP) avtonomne skupnosti je leta 2018 znašal 23,3 milijarde evrov, kar predstavlja 1,9 % španske gospodarske proizvodnje. BDP na prebivalca, prilagojen kupni moči, je v istem letu znašal 24.400 evrov ali 81 % povprečja EU27. BDP na zaposlenega je bil 98 % povprečja EU. Zaradi tega je regija na desetem mestu najbogatejših v Španiji, kar je velik padec glede na 1970-ta – 1980-ta - v času razcveta španske rudarske industrije, ko je Asturija običajno veljala za eno najbolj uspešnih regij v južni Evropi. Asturija je od padca rudarske industrije rasla pod španskim državnim povprečjem in se je leta 2008 povečala le za 0,82 %, kar je najnižje od vseh regij v Španiji. Pozitivna stran je, da je brezposelnost v Asturiji pod povprečjem Španije; leta 2017 je znašal 13,7 %.
- Asturske ovce na Picos de Europa
- El Musel, pristanišče Gijón
- Kulturni center Oscarja Niemeyerja

## Znamenitosti
Oviedo je glavno mesto Asturije in vsebuje Santa María del Naranco in San Miguel de Lillo, predromansko cerkev oziroma palačo, ki sta jih zgradila prva asturska kralja na gori Naranco, severno od mesta (Unescova svetovna dediščina). V sodobni arhitekturi je Palacio de Congresos de Oviedo (ali Modoo) zasnoval Santiago Calatrava.
Gijon, največje mesto Asturije, je obalno mesto, znano po kulturnih in športnih prireditvah in kot turistično središče v severni Španiji. Znan je tudi po tradicionalni asturski gastronomiji in kot mestu za pridelavo asturskega jabolčnika. Muzeji v mestu vključujejo Universidad Laboral de Gijón, vključno z muzejem sodobne umetnosti in gledališčem.
Avilés je tretje največje mesto v Asturiji, in je La villa del adelantado (kot ga imenujejo domačini, glede na Pedra Menéndeza de Avilésa) ali stičišče. »Sveti Nikolaj Barijev« oziroma Capilla de los Alas v romanskem oziroma romansko-gotskem slogu; Palacio de Balsera v modernističnem slogu ali cerkev sv. Tomaža Canterburyjskega (iz 13. stoletja) so primeri, ki prikazujejo zgodovinsko dediščino, ki jo najdemo v mestu. 
Kulturni center Oscarja Niemeyerja (Centro Niemeyer), ki ga je zasnoval brazilski arhitekt Oscar Niemeyer, je primer sodobne arhitekture v Asturiji.
Narodni park Picos de Europa in drugi deli asturske gorske verige: gora Picu Urriellu (2519 m), znana tudi kot El Naranjo de Bulnes, je vrh v obliki kočnika, ki naj bi ob večernem soncu žarel oranžno, od tod tudi njegovo ime. Če vreme dopušča, si ga lahko ogleda iz vasi Camarmeña, blizu Poncebosa, južno od Arenas de Cabrales.
Svetišče Device Marije iz Covadonge in gorska jezera (Los Lagos), v bližini Cangas de Onís: Legenda pravi, da je v 8. stoletju Devica blagoslovila asturske krščanske sile s pravočasnim signalom za napad na španske mavrske osvajalce in tako ujela napadalce, ki so bili presenečeni, v bitki pri Covadongi. Rekonkvista in morebitna združitev vse Španije naj bi se torej začela prav na tem mestu.
Paleolitska umetnost v jamah Asturije je razglašena za svetovno dediščino kot Jame Altamira in paleolitska jamska umetnost severne Španije.
Asturija ima tudi primere industrijske dediščine zaradi svojih industrijskih dejavnosti v 19. in 20. stoletju. Imela je metalurške in kemične tovarne, rudnike, mostove in železnice, tudi v mestih Langreo, Mieres in Avilés.
Asturska obala: zlasti plaže v in okoli poletnega letovišča Llanes, Playa del Silencio v bližini ribiške vasice Cudillero ali "bela" vasica Luarca (domači kraj Severo Ochoa).

### Druge zanimivosti
- vasica Ceceda: vzhodno od Ovieda ob cesti N634. V tem zglednem naselju so še posebej zanimivi tradicionalni horreos (silosi za žita), ki se dvigajo na dvignjenih podstavkih, da preprečijo, da bi poljske miši prišle do žita.
- Reka Dobra: južno od Cangas de Onís, znana po svoji nenavadni barvi.
- Senda costera (obalna pot) med Penduelesom in Llanesom: ta delno tlakovana naravna pot popelje v nekatere najbolj spektakularne obalne pokrajine Asturije, na primer hrupne bufones (zračnike) in Playa de Ballota.
- Vrh Caldoveiro, slikovito gorsko pohodniško območje
- Nenavadna kamnita formacija na plaži pri vasi Buelna: vzhodno od Llanesa. Najbolje videti med oseko.

### Arhitektura
Asturija ima bogato umetniško dediščino, ki poudarja romansko avtohtono arhitekturo s spomeniki, kot so Santa María del Naranco, Santa Cristina de Lena in San Miguel de Lillo. Ti spomeniki imajo romanski slog Ramirense (zaradi Ramira I.) ali San Julián de los Prados, znan kot Santullano (Oviedo) iz predromanskega sloga Alfonsina (zaradi Alfonza II.), vsi v Oviedu. Drugi primeri arhitekture so cerkev Villaviciosa, San Salvador de Valdediós (Asturijcem splošno znan kot "Conventín") in cerkev San Salvador de Priesca. Drug primer je San Julian de Viñón v Cabranesu.
Romanski slog je zelo prisoten, saj vso Asturijo prečka ena od poti Camino de Santiago, ki poudarja samostan San Pedro de Villanueva (blizu Cangas de Onis), cerkve San Esteban de Aramil (Siero), San Juan de Amandi (Villaviciosa) in Santa María de Junco (Ribadesella).
Gotski slog ni tako bogat, vendar obstajajo dobri primeri tega sloga, na primer stolnica San Salvador v Oviedu.
Baročni slog je bolj prisoten zaradi palačne arhitekture z opaznimi primeri, kot sta palači Camposagrado in Velarde - slednja sedež Asturskega muzeja lepih umetnosti. Baročni slog izstopa v javnih stavbah in mostovih (primer Olloniego); miljnikih, stoli ali sedeži ob cesti do Madrida in stavbi Caldas de Priorio (Oviedo).
Leta 1985 je UNESCO predromanske spomenike in stolnico v Oviedu razglasil za območja svetovne dediščine.
V ljudski arhitekturi so tradicionalne kašče v Asturiji, imenovane hórreos, znane po svoji demografski razširjenosti in funkcionalnem razvoju, njihova glavna značilnost pa je mobilnost: zlahka jih je razstaviti in prepeljati na drugo lokacijo. Panera je razvoj hórreo, primeri presegajo 100 kvadratnih metrov zajete površine. Namen horreo je shranjevanje predmetov in pridelkov. S prihodom koruze in fižola so bili dodani zunanji hodniki in ograje za sušenje pridelkov.
V Asturiji je edino arhitekturno delo v Španiji (pa tudi največje v Evropi) brazilskega arhitekta in učenca Le Corbusierja – Oscar Niemeyer: Mednarodno kulturni center Oscarja Niemeyerja. Arhitekturni projekt je Kneževini podaril arhitekt, ki je prejel nagrado Princa Asturije za umetnost, v XXV izdaji teh nagrad. Niemeyerjev projekt je združil več različnih elementov in predvidel odprt prostor, prostor za izobraževanje, kulturo in mir.
V glavnem mestu Kneževine stoji ena najbolj reprezentativnih stavb sodobne arhitekture, Kongresna palača Oviedo, ki jo je izdelal španski arhitekt Santiago Calatrava, ki je leta 1999 tudi dobil nagrado Prince of Asturias za umetnost.
Poseben pomen je bil v zadnjih letih namenjen obnovi industrijske dediščine z različnimi potmi in industrijskimi muzeji, zlasti na osrednjem območju regije.

## Kuhinja
Medtem ko je Asturija še posebej znana po svojih morskih sadežih, je najbolj znana regionalna jed fabada asturiana, bogata enolončnica, običajno narejena iz velikega belega fižola (fabes), svinjske lopatice (lacón), krvavice (morcilla) in začinjene klobase (chorizo).
Jabolčni nasadi spodbujajo proizvodnjo tradicionalne alkoholne pijače v regiji, naravnega jabolčnika (sidra). Ker je naraven in ustekleničen brez plina, povzroča šibko karbonizacijo; pri postrežbi asturskega jabolčnika ga vlijejo na poseben način, el escanciado: steklenico držijo nad glavo, kar omogoča dolgo navpično vlivanje, kar povzroči zračenje jabolčnika, ko brizga v kozarec spodaj. Po tem, ko se popije večino vsebine, je običajno, da se rahlo pobrizga tla, očisti kozarec umazanije za naslednjo porcijo. Tradicionalno se isti kozarec ponovno napolni in poda naprej, pri čemer vsi po vrsti pijejo iz njega.
Asturske sire, zlasti Cabrales, jedo tudi po vsej Španiji in drugod; Asturijo pogosto imenujejo "dežela sirov" (el país de los quesos).